# Desna (Winnyzja)
Desna (ukrainisch und russisch Десна) ist eine Siedlung städtischen Typs in der ukrainischen Oblast Winnyzja mit etwa 1300 Einwohnern (2014).
Desna liegt am nordöstlichen Stadtrand von Winnyzja an der Fernstraße M 12 und entstand als Arbeitersiedlung für die Großbäckerei in den 1970er Jahren, seit 1984 besitzt Desna den Status einer Siedlung städtischen Typs.
Am 26. Oktober 2018 wurde die Siedlung ein Teil der neugegründeten Stadtgemeinde Winnyzja, bis dahin bildete sie die gleichnamige Siedlungsratsgemeinde Winnyzja (Деснянська селищна рада/Desnjanska selyschtschna rada) als Teil der Stadtratsgemeinde Winnyzja im Zentrum des ihn umgebenden Rajons Winnyzja.
Am 17. Juli 2020 kam es im Zuge einer großen Rajonsreform zum Anschluss des Rajonsgebietes an den Rajon Winnyzja.